# CCTV-3
CCTV-3 es el canal de arte y música de la CCTV. El canal emite en China.

## Conductores oficiales
- Li Yong
- Zhou Yu
- Bi Fujian
- Dong Qing
- Li Sisi

## Artistas e invitados recurrentes
- G.E.M
- Feixiang
- Daniela Anahí Bessia
- Pingan
- TFBOYS

## Prgramación
Esta es la programación habitual del canal:
- 7:15 AM: 电视剧, Ópera
- 8:03 AM: 电视剧, Ópera
- 8:56 AM: 中国音乐电视, Television musical China
- 9:31 AM: 欢乐中国行, Comedia
- 10:36 AM: 文艺部特别节目, Especial Arte y Literatura
- 11:43 AM: 文艺部特别节目, Especial Arte y Literatura
- 1:48 PM: 挑战主持人, La competición del director
- 2:54 PM: 艺苑风景线, Drama
- 4:01 PM: 动物世界, Mundo Animal
- 4:37 PM: 电视剧, Ópera
- 5:29 PM: 电视剧, Ópera
- 6:20 PM: 快乐驿站, Programa de Canto
- 6:55 PM: 动物世界, Mundo Animal
- 7:30 PM: 文艺部特别节目, Especial Arte y Literatura

Además, cada viernes, emite su programa más conocido: The Same Song.